# Дёрпфельд, Вильгельм
Вильгельм Дёрпфельд (нем. Wilhelm Dörpfeld; 26 декабря 1853[…], Бармен — 25 апреля 1940[…], Лефкас, Ионические острова) — немецкий архитектор и археолог, один из наиболее известных исследователей древнегреческой архитектуры.

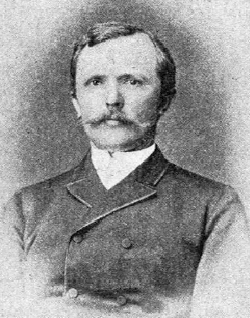
Вильгельм Дёрпфельд. 1910 год

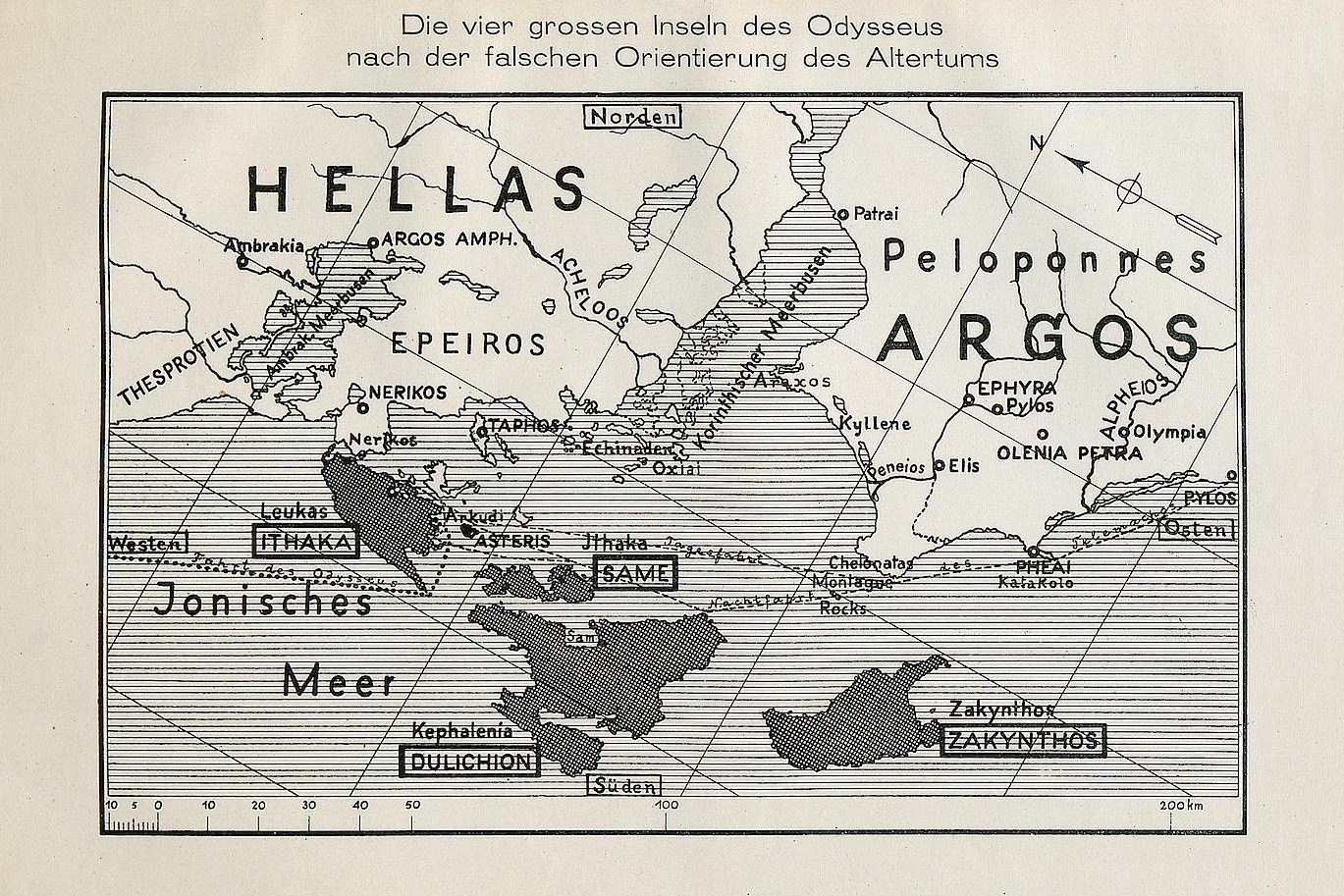
Гомеровская Итака и ареал раскопок В. Дёрпфельда. 1927

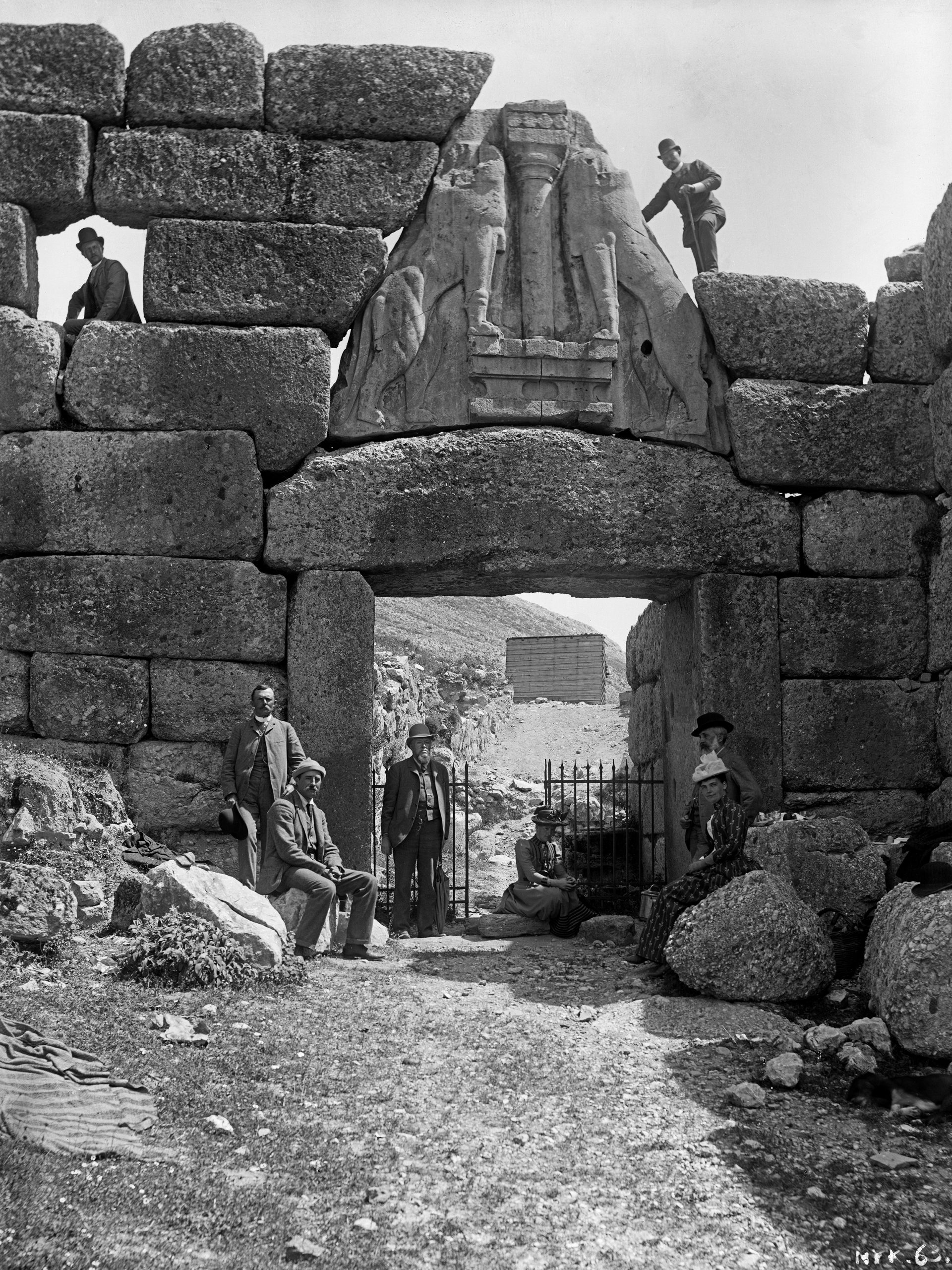
Вильгельм Дёрпфельд (вверху слева) и Генрих Шлиман (вверху справа) на Львиных воротах в Микенах. Фотография ок. 1885 года

## Биография
Вильгельм Дёрпфельд родился в Бредде (исторический район города Вупперталь, земля Северный Рейн-Вестфалия), в семье учителя Фридриха Вильгельма Дёрпфельда. Его отец, убежденный христианин-евангелист и известный педагог, пытался привить своей семье глубокие религиозные чувства, поэтому Дёрпфельд посещал религиозные школы, в которых получил базовое образование на латинском и греческом языках. По окончании в 1872 году гуманитарной гимназии (ныне гимназия имени Вильгельма Дёрпфельда) в Эльберфельде (центральный район Вупперталя) Вильгельм стал изучать архитектуру в Берлинской строительной академии. Его друзьями были Фридрих Гребер и Карл Зибольд. Затем Дёрпфельд работал в строительном бюро своего учителя (а позднее и тестя), архитектора и исследователя античности Фридриха Адлера, от которого он перенял интерес и любовь к античной архитектуре.
В 1877 году Дёрпфельд прибыл в Олимпию в качестве ассистента архитектора раскопок Рихарда Бона, работавшего под руководством Эрнста Курциуса и Фридриха Адлера. Стараниями Курциуса раскопки в Греции с 1875 года были разрешены исключительно для немецких археологов. Эти раскопки приобрели мировую известность. В процессе раскопок в Олимпии в 1877 году была найдена знаменитая статуя Гермеса работы Праксителя и многие другие античные скульптуры. В 1878 году двадцатипятилетнему Дёрпфельду было доверено техническое руководство раскопками. Благодаря приобретённым знаниям именно Дёрпфельду знаменитое издательство «Baedeker-Verlag» предложило в 1882 году написать раздел об Олимпии в многотомном издании «Греция» (Baedekers Griechenland, Leipzig, 1904, S. VI).
В феврале 1883 года Дёрпфельд женился на Анне Адлер, дочери своего учителя, профессора университета Фридриха Адлера. У них было трое детей: дочери Эльза (1883—1917) и Агнес (1886—1935) и сын Фридрих Густав (Фриц) Рихард (1892—1966).
По окончании работ в Олимпии в 1882 году Генрих Шлиман пригласил Дёрпфельда на раскопки холма Гиссарлык в Малой Азии, на месте легендарной Трои. Два археолога стали хорошими друзьями, они вместе работали и над другими проектами. С 1884 по 1885 год Шлиман и Дёрпфельд проводили археологические исследования в Тиринфе.
Между 1885 и 1890 годами Дёрпфельд неоднократно принимал участие в раскопках на Афинском акрополе, в ходе которых, среди прочего, был обнаружен фундамент Гекатомпедона (др.-греч. Εκατόμπεδος — стофутовый) — древнейшего храма, посвящённого богине Афине, предшественника Парфенона. Именно Дёрпфельд первым предположил, что три разных сооружения были последовательно построены на одном месте: Парфенон I, Парфенон II и Парфенон III, и реконструировал очертания их планов. С 1888 по 1890 год Шлиман и Дёрпфельд снова вместе копали в Трое. Много раз Дёрпфельд поправлял эмоционального Шлимана и предостерегал его от разрушения археологических слоёв во время раскопок во имя собственных гипотез. После смерти Шлимана в 1890 году Дёрпфельд продолжил раскопки. Ему удалось с помощью стратиграфического метода и послойной датировки находок дать ясную интерпретацию многочисленных слоёв поселений в древней Трое. В частности, археологический слой Трои VI (1900—1300 гг. до н. э.) Дёрпфельд связал с событиями, описанными в «Илиаде» Гомера, о чём мечтал Генрих Шлиман. Он обнаружил остатки высоких стен, а в качестве доказательства своих утверждений привёл датировку микенской керамики, которую он нашёл в тех же слоях. Однако позднее большинство археологов пришло к выводу, что гомеровским городом является более поздний слой Трои VII. Вильгельм Дёрпфельд исправил многие из предыдущих выводов Шлимана, включая атрибуцию «шахтовых захоронений» в Микенах. Дёрпфельд понял, что это место было гробницей «Толос», а не «Сокровищницей Атрея», как утверждал Шлиман.
В 1900—1913 годах Дёрпфельд работал с Александром Конце в среднем и нижнем городе в Пергаме. В 1931 году Дёрпфельд проводил исследования на афинской Агоре. Однако его последующие исследования ранней истории святилища в Олимпии и происхождения микенской культуры не увенчались успехом, как и его попытки с 1900 года доказать расположение гомеровской Итаки на острове Лефкас в ионическом море.
В 1886 году Дёрпфельд основал Немецкую школу в Афинах, которая позднее была названа в его честь гимназией Дёрпфельда (Wilhelm Dörpfeld-Gymnasium). Дёрпфельд с 1886 года работал вторым секретарем, а затем первым секретарем (директором до 1912 года) отделения Немецкого археологического института в Афинах (Deutsches Archäologisches Institut Athen).
8 апреля 1923 года Дёрпфельд получил должность почётного профессора Йенского университета. Он начал читать лекции в университете, но не был удовлетворен преподаванием и вернулся в Грецию.
После выхода на пенсию упорный Дёрпфельд тратил много времени и сил, критикуя взгляды других археологов. Так в середине 1930-х годов Дёрпфельд принял участие в знаменитых дебатах о трёх фазах строительства Парфенона в Афинах. Дёрпфельд умер в 1940 году на острове Лефкас в Греции, где у него был дом, полагая, что залив Нидри на восточном побережье Лефкады был исторической Итакой, домом Одиссея.

## Исследовательский метод и научное наследие
Роль Вильгельма Дёрпфельда в истории древней археологии, в частности изучения эпохи бронзового века в Восточном Средиземноморье, огромна. Дёрпфельд является основоположником стратиграфического метода исследований с точной графической документацией археологических находок (фотография в то время ещё не применялась). Кроме того, он был романтиком. Как и Шлиман, Дёрпфельд верил в историческую реальность мест, упомянутых в эпосе Гомера. Дёрпфельд потратил много энергии на романтические поиски, чтобы доказать, что «Одиссея» Гомера основана на реальных местах и событиях. Английский археолог Артур Джон Эванс назвал Дёрпфельда «величайшим открытием Шлимана».
Дёрпфельд потратил много времени и сил, пытаясь доказать, что эпос Гомера основан на исторических фактах. Он предположил, что бухта Нидри на восточном побережье Лефкады была Итакой, домом Одиссея. Дёрпфельд сравнил несколько отрывков из «Одиссеи» с фактическим географическим положением острова и пришёл к выводу, что это, должно быть, гомеровская Итака. Он также раскопал Храм Геры на острове Корфу (Керкира) в Ионическом море. Позднее другие археологи вносили существенные поправки в данные Шлимана и Дёрпфельда, но их основная идея не отвергается. Таким образом, его работа внесла большой вклад не только в научные методы и изучение исторически значимых мест, но и в возобновление общественного интереса к культуре и мифологии Древней Греции.
Нападки Дёрпфельда на других ученых, которые с ним не соглашались, временами мелкие, отталкивали многих, даже его учеников. Берлинское научное сообщество резко критиковало раскопки Дёрпфельда на Лефкасе и Корфу, а оксфордский классик Перси Гарднер охарактеризовал Дёрпфельда как «учёного недостаточно трезвого критического ума».
Дёрпфельд опубликовал результаты своих исследований в Восточном Средиземноморье в двух кратких заметках без иллюстраций в «Археологическом указателе» (Archöologischer Anzeiger).
В 1896 году он опубликовал эссе «Греческий театр» (Das griechische Theater) — первое исследование особенностей строительства и устройства древнегреческих театров. Дёрпфельд консультировал И. В. Цветаева, создателя и первого директора «Музея изящных искусств имени императора Александра III» при Московском императорском университете (ныне Государственный музей изобразительных искусств имени А. С. Пушкина).

## Основные публикации
- Греческий театр (Das griechische Theater). 1896
- Троя и Илион (Troja und Ilion). 1902
- Олимпия в римское время (Olympia in römischer Zeit). 1914
- Древняя Итака: Вклад в вопрос Гомера, исследования и раскопки на острове Лефкас-Итака (Alt-Ithaka: Ein Beitrag zur Homer-Frage, Studien und Ausgrabungen aus der insel Leukas-Ithaka). 1927
- Древняя Олимпия: Исследования и раскопки по истории старейшего святилища Олимпии и древнегреческого искусства. (Alt-Olympia: Untersuchungen und Ausgrabungen zur Geschichte des ältesten Heiligtums von Olympia und der älteren griechischen Kunst). 1935
- Моя работа для Греческого археологического общества. Афины: Археология Этерии (Meine Tätigkeit für die griechische Archäologische Gesellschaft. Athenais: Archaiologikē Hetaireia). 1937
- В соавторстве с В. Кольбе. Два преперсидских храма под Парфеноном Перикла (Die beiden vorpersischen Tempel unter dem Parthenon des Perikles). 1937
- Старые Афины и их Агора. В 2-х т. (Alt-Athen und seine Agora. 2 Bände). 1937—1939
- Эрехтейон. Рисунки и редактирование Ганса Шляйфа (Erechtheion. Zeichnungen und Bearbeitung von Hans Schleif). 1942
- Даты моей жизни. Под редакцией Клауса Гёбеля и Хары Джаннопулу (Daten meines Lebens. Hrsg. von Klaus Goebel und Chara Giannopoulou). 2010